# جزاح (القفر)

تعديل مصدري - تعديل

جزاح محلة تابعة لقرية ذي الحود، التابعة لعزلة بني مسلم بمديرية القفر إحدى مديريات محافظة إب في الجمهورية اليمنية، بلغ تعداد سكانها 32 حسب تعداد اليمن لعام 2004.